# Nizip

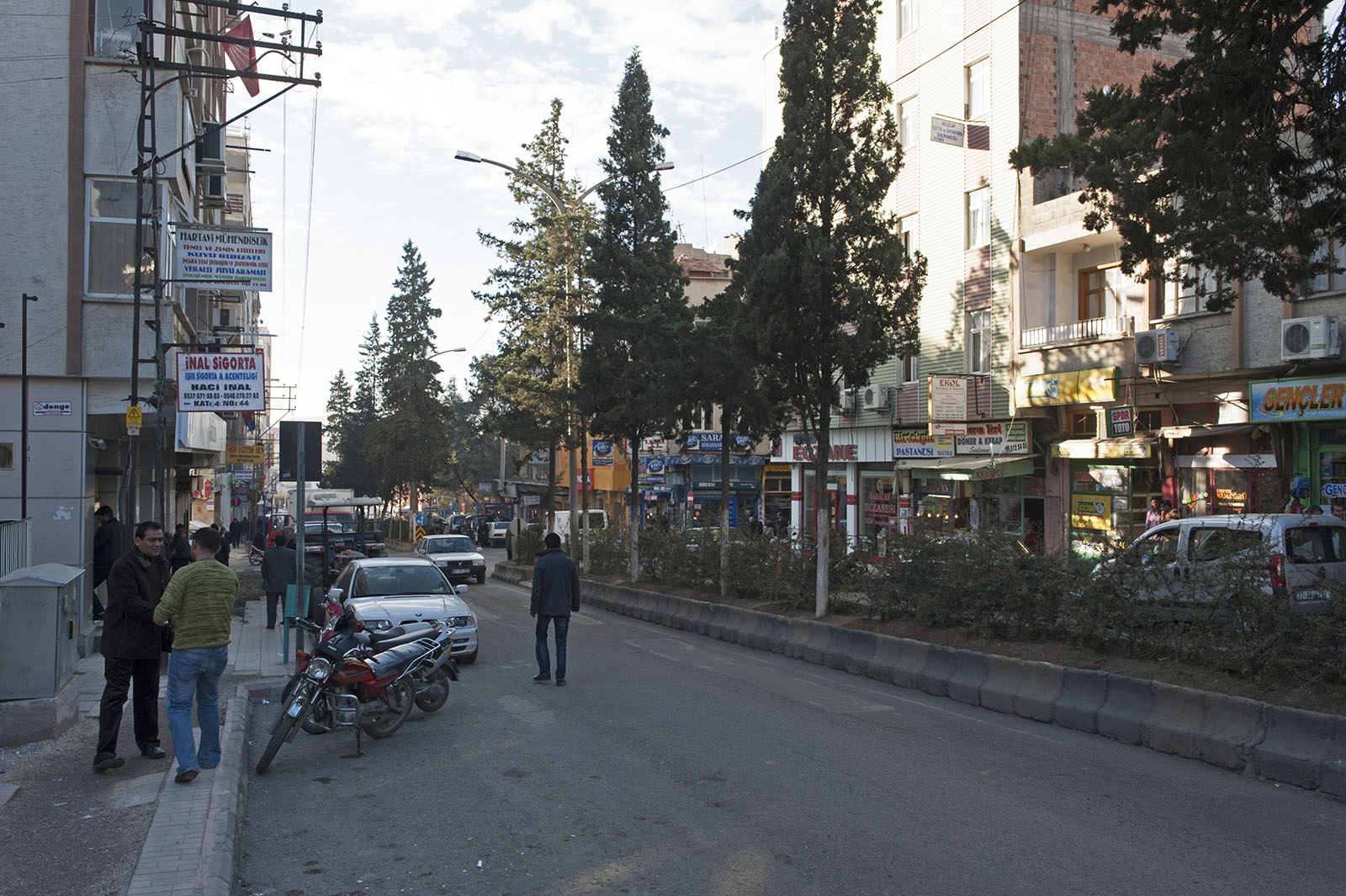
Niizip 2008

Nizip (deutsch Nisib, zazaisch Sêwrege, kurdisch بێلقیس Bêlqîs) ist eine Stadtgemeinde (Belediye) im gleichnamigen Ilçe (Landkreis) der Provinz Gaziantep in der türkischen Region Südostanatolien und gleichzeitig ein Stadtbezirk der 1986 gebildeten Büyükşehir belediyesi Gaziantep (Großstadtgemeinde/Metropolprovinz). Seit der Gebietsreform ab 2013 ist die Gemeinde flächen- und einwohnermäßig identisch mit dem Landkreis.
Nizip liegt im Osten der Provinz/Büyükşehir und grenzt im Norden an Yavuzeli, im Westen an Şehitkamil und Oğuzeli sowie im Süden an Karkamış. Im Osten sind die Kreise Halfeti und Birecik aus der Provinz Sanliurfa der Nachbar. Die auf beiden Stadtlogos (Stadtwappen) sichtbare Jahreszahl (1904) dürfte auf das Jahr der Ernennung zur Stadtgemeinde (Belediye) hinweisen.

## Verwaltung
Der Kreis (bzw. Kaza als Vorgänger) wurde 1926 gebildet und hatte zur ersten Volkszählung (1927) 48.211 Einwohner in 217 Dörfern (auf 2.430 km² Fläche), wovon 7.041 auf den Verwaltungssitz Nézibe (damalige, an das Französische angelehnte Schreibweise) entfielen.
(Bis) Ende 2012 bestand der Landkreis neben der Kreisstadt aus fünf Stadtgemeinden (Belediye) Kocatepe, Salkım, Sekili, Tatlıcak und Uluyatır sowie 78 Dörfern (Köy), die während der Verwaltungsreform 2013/2014 in Mahalle (Stadtviertel/Ortsteile) überführt wurden. Die 23 existierenden Mahalle der Kreisstadt blieben unverändert erhalten, während die 16 Mahalle der fünf o. g. anderen Belediye vereint und zu je einem Mahalle reduziert wurden. Durch Herabstufung dieser Belediye und der Dörfer zu Mahalle stieg deren Zahl auf 109 an. Ihnen steht ein Muhtar als oberster Beamter vor.
Ende 2020 lebten durchschnittlich 1.332 Menschen in jedem Mahalle, 13.345 Einw. im bevölkerungsreichsten (Fatih Sultan Mah.), dicht gefolgt vom Mimar Sinan Mah. (12.340 Einw.).

## Geschichte
In Nizip fand am 24. Juni 1839 eine Schlacht zwischen dem Osmanischen Reich unter Sultan Mahmud II. und Ägypten, das sich unter Muhammad Ali Pascha, dem Khediven, vom Osmanischen Reich gelöst hatte, statt. Die ägyptischen Truppen, die in den Jahren vorher Palästina und Syrien erobert hatten, standen unter dem Befehl von Ibrahim Pascha, dem Sohn Muhammad Alis, und siegten über die osmanischen Truppen unter Hafiz Pascha. An der Schlacht nahm auch Hauptmann Helmuth von Moltke, der spätere deutsche Generalfeldmarschall, als preußischer Militärberater der osmanischen Armee teil. Er erhielt hierfür den Orden „Pour le Merite“ am 30. November 1839.
Die Eindrücke seiner Jahre im Osmanischen Reich hat Moltke in seinem Werk „Unter dem Halbmond. Briefe über Zustände und Begebenheiten in der Türkei aus den Jahren 1835 bis 1839“ aufgezeichnet. Über die Schlacht und ihre Vorgeschichte hat er besonders ausführlich berichtet.

## Sehenswürdigkeiten
Eine der besonderen Sehenswürdigkeiten in Nizip ist die noch vollständig erhaltene Kirche Fevkani Kilisesi.
Das genaue Baudatum sowie andere Informationen sind unbekannt. Ihr Baustil ähnelt dem byzantinischer Kirchen, die im 11. und 12. Jahrhundert errichtet wurden. Eine Restaurierung dieses Kulturerbes blieb lange Zeit aus, da Nizip wie viele andere Städte im Osten zu wenig finanzielle Mittel besaß. Die Kirche diente eine Zeitlang als Herberge und wurde danach als Lagerhalle genutzt, bevor Anfang 2010 mit der Restaurierung der Kirche begonnen wurde. Diese führte, inklusive des neu gestalteten und erweiterten Grundstücks um das Gebäude herum, zu einem Ort, der vor allem Menschen mit Behinderungen gewidmet ist und durch verschiedene Sozialverbände genutzt wird. Gleichzeitig stellt das historische Bauwerk eine touristische Sehenswürdigkeit für Nizip dar.

## Söhne und Töchter der Stadt
- Mehmet Görmez (* 1959), islamischer Theologe und Präsident des türkischen Amtes für religiöse Angelegenheiten (Diyanet)
- Celal Doğan (* 1943), türkischer Politiker
- Abdülhamit Gül (* 1977), türkischer Politiker (AKP)